# シャンゴ

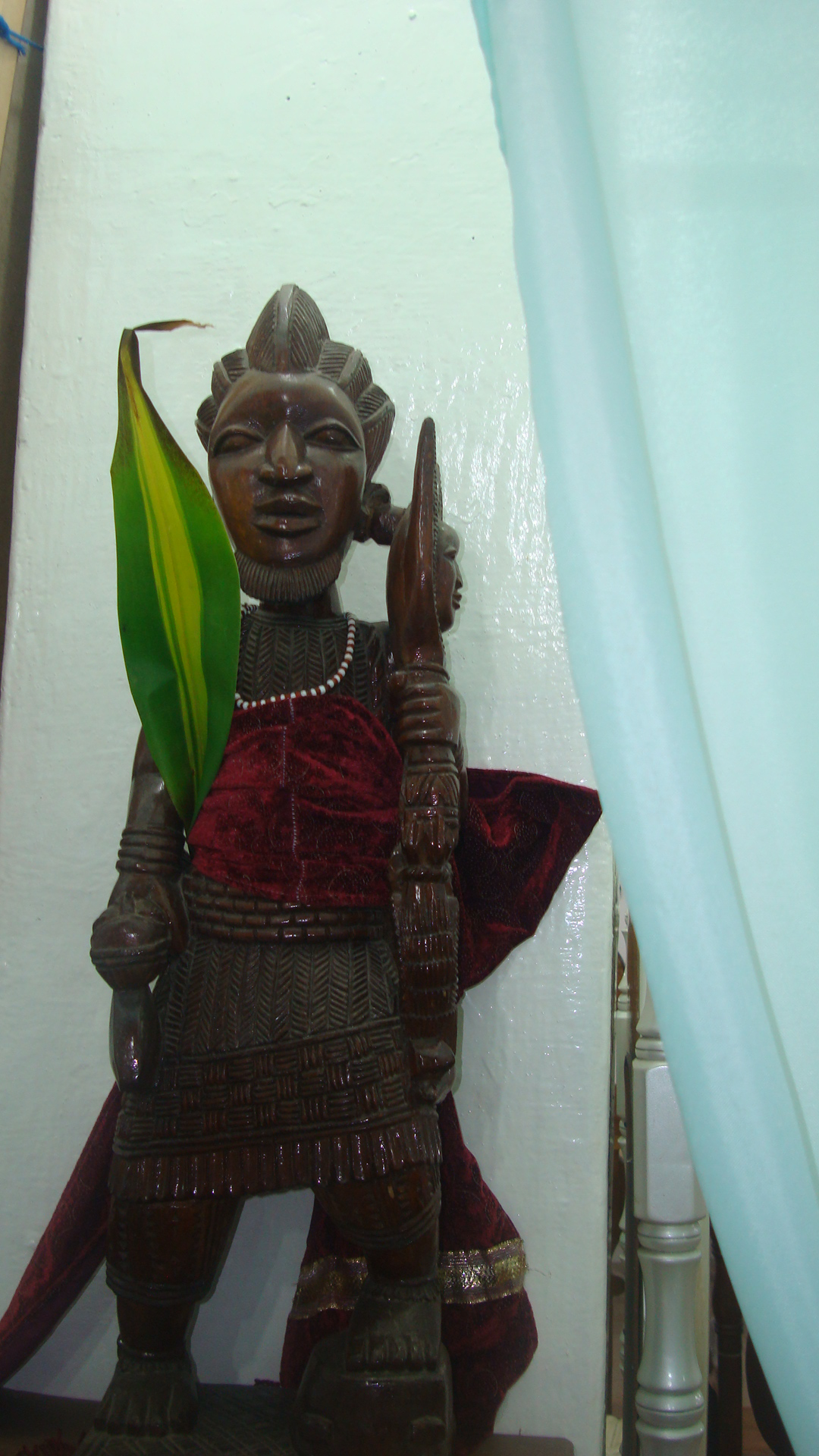
シャンゴの像

シャンゴ（Shango; ヨルバ語: Ṣàngó）は、ナイジェリアのヨルバ人に伝わる神である。雷と嵐を司っており、かつては人間であった。その象徴とされる両刃の斧はイヴ・ボヌフォワによれば、「オシェ」と呼ばれる
シャンゴは元々、ヨルバ族の諸国の中でも最強最大のオヨ王国の第3代国王であった（en:List of rulers of the Yoruba state of Oyo）。医師であり、百戦錬磨の戦士で、オヨ王国の版図を最大に広げた偉大な王であると同時に、暴君でもあった。神となる以前から雷を操れたとされる。
ある時シャンゴは、強大になり過ぎた二人の武将を戦わせ、共倒れさせようと企んだ。だが生き残った方は勢いをかって、王権を奪いに来た。シャンゴは防戦するも、日頃の行いから民の支持を得られず、森に逃げ込んだ末に自殺した。別の話では、雷を操っていた時に誤って妻子を殺してしまい、悔恨の果てに自殺したとされる。
シャンゴの死後、祟りが発生したため、人々はシャンゴの霊をなだめようと神として祀り上げた。そして、自然を統御し、報復的な正義、そして激情を司る神として崇められるようになったという。

## 派生
シャンゴは、後に奴隷として、ハイチ、キューバ、ブラジルへ連れられたヨルバ人が、各地で旧来の信仰にすがって体系化することにより興した諸宗教カンドンブレ、ウンバンダ、サンテリア、ブードゥー教において、オリシャやロアと呼ばれる神々の1柱として崇拝されている。サンテリアでは、Ｓ音がＴ音に変換する「若干訛った」スペイン語で表記されるため、「チャンゴ」と呼ばれる。彼は、投石という形で表現される雷神であるため元々サンテリアの信仰体系に居たJakutaと呼ばれるオリシャの信仰を乗っ取っている。
また辛うじてシャンゴ信仰が認められるものの雷神信仰の薄いハイチでは、ロアの信仰体系の中で、雷は石としてとらえられ、雷の石と呼ばれる「汗をかく石」がこのロアの入ったものとして崇拝される。この儀礼について檀原照和はハイチにおける先住民アラワク人が行っていた石信仰の影響を受けた可能性を示唆しているが、キューバにおいても、チャンゴなど主要なオリシャは「石へ物質化」する儀礼が行われる。また立野淳也によれば、ハイチのソボ英語版記事と呼ばれるロアの原型がシャンゴだという。
サンテリアにおける「チャンゴ」も、両刃の手斧を持ち、ヤシ油、真っ赤なリンゴ、ザクロ、雄鶏、シチメンチョウ、ウズラの血、亀が捧げられる。
ただ、アフリカにおいて「神の怒り」を表す存在であったシャンゴと違い、チャンゴはバタ英語版記事と呼ばれる太鼓を司り、太鼓とダンスの名人で、フィエスタには時間を忘れて踊り続ける他、遊び好きで、堪え性がなく、嘘つきでギャンブルを好み、けんかっ早く女神と浮名を流すという人間らしい性格をもつ。これは、サンテリアの成立年代が19世紀と、科学によって雷がただの気象現象であると判明したため、信徒がその知識を共有することでこのオリチャの零落がされた可能性がある
トリニダード・トバゴ共和国の一部では、バブティスト・オリシャと呼ばれる、ブードゥー教に似た信仰があり、シャンゴのみが崇拝される。